# Vestibule
Pour les articles homonymes, voir vestibule (homonymie).

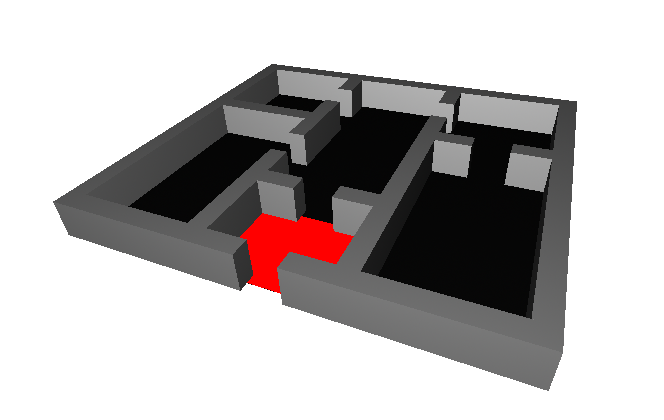
Vestibule (en rouge) sur plan en 3D d'une maison.

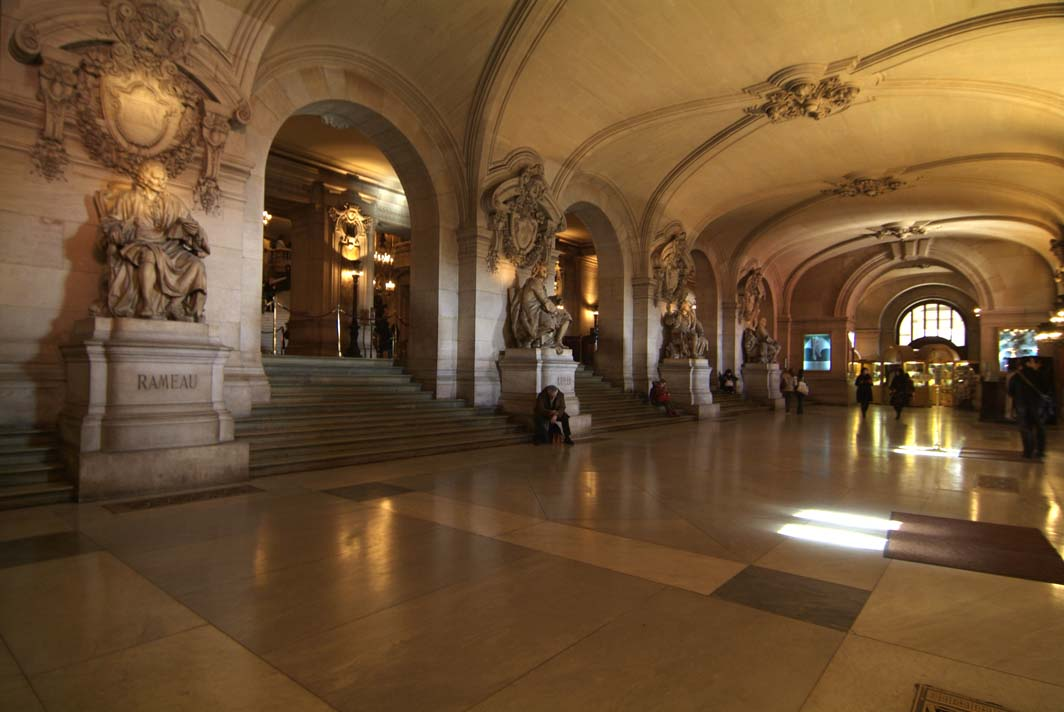
Vestibule de l'opéra Garnier.

Le vestibule (du latin : vestibulum, de ve-, « hors de », et stabulum, « séjour, gîte ») ou hall d'entrée est, en architecture, la pièce par laquelle on accède à un édifice ou une maison, et qui sert souvent de passage pour accéder aux autres pièces. Dans le cas d'habitation construite sur plusieurs niveaux, cet espace accueille aussi très souvent l'escalier qui permet l'accès aux étages supérieurs.
Pour une église, le vestibule est couramment appelé narthex.

## Présentation
Les Grecs donnaient au vestibule le nom de prodromos ou prothyron. C'était une sorte de cour, située entre la porte d'entrée et la voie publique. On y recevait ceux qui venaient saluer le maître de maison, de manière que, sans entrer dans la maison, ils ne restaient pas dans la rue.
On ne trouve pas de vestibule dans les châteaux et manoirs féodaux, où les escaliers sont à vis et dissimulés.
La Renaissance mit à la mode les vestibules, en même temps que les escaliers à large développement. Jusqu'à la fin du XVIIIe siècle, on en construisit de magnifiques dont le plus célèbre est celui du château de Versailles, revêtu de compartiments de marbre.
De nos jours, le vestibule communique ordinairement avec la cour ou le jardin. Il donne accès au rez-de-chaussée, et l'escalier principal vient y aboutir. On distingue, en architecture, deux sortes de vestibules. Les uns sont formés du côté de l'entrée par des arcades ; ils sont quelquefois clos de châssis vitrés ; d'autres sont ouverts et se composent de colonnes ou de pilastres, qui servent de décoration aux murs de façade de la maison.